# Clima de Madrid
De acuerdo con la clasificación climática de Köppen, el clima de Madrid en el periodo 1991-2020 es de transición entre el clima semiárido templado-frío (BSk) y el clima mediterráneo (Csa). Otras fuentes clasifican al clima de Madrid en el contexto de los climas de España como un clima mediterráneo de interior o clima mediterráneo continentalizado, el cual difiere del clima mediterráneo típico principalmente por una mayor amplitud térmica, tanto anual como diaria, lo cual es consecuencia principalmente de la lejanía a la costa y también de la altitud.
La temperatura media (siempre en el periodo 1991-2020) es de alrededor de 15 °C. Los inviernos son moderadamente fríos, con temperaturas medias en el mes más frío (enero) de alrededor de los 6 °C, siendo frecuentes las heladas y muy ocasionales las nevadas. En este mes las temperaturas máximas medias se sitúan entre 10 y 11 °C, y las mínimas entre 0.5 y 3 °C. Por el contrario, los veranos son calurosos. Las medias se sitúan alrededor de los 26 °C en julio, con temperaturas máximas medias de entre 33 y 34 °C. La amplitud térmica diaria es importante en la periferia urbana (llegando a superar los 13 °C), pero se ve reducida en el centro de la ciudad (bajando incluso de los 10 °C). La amplitud térmica anual es también alta: entre 19 y 20 grados.
Las precipitaciones anuales se sitúan en general alrededor de los 400 mm, dándose un mínimo marcado en verano (especialmente en julio y agosto), característico de los climas mediterráneos. El máximo de precipitación se da en otoño (de octubre a diciembre) y en los meses primaverales de abril y mayo. En octubre, el mes más lluvioso, se registran de media alrededor de 60 mm, en contraposición con los meses de julio y agosto en los que cae de media alrededor de 10 mm de precipitación en cada mes. La humedad media a lo largo del año se sitúa entre el 55 y el 58 %, con una gran oscilación entre las épocas frías, mucho más húmedas, y las cálidas, que resultan muy secas. Así, podemos afirmar que Madrid es la capital provincial o autonómica más seca de toda España en cuanto a humedad relativa media, tan solo igualada por Granada y seguida muy de cerca por Murcia.
| Parámetros climáticos promedio de Observatorio del Parque del Retiro de Madrid ( 667 m s. n. m. ) (Periodo de referencia: 1991-2020, extremas: 1920-actualidad) | Parámetros climáticos promedio de Observatorio del Parque del Retiro de Madrid ( 667 m s. n. m. ) (Periodo de referencia: 1991-2020, extremas: 1920-actualidad) | Parámetros climáticos promedio de Observatorio del Parque del Retiro de Madrid ( 667 m s. n. m. ) (Periodo de referencia: 1991-2020, extremas: 1920-actualidad) | Parámetros climáticos promedio de Observatorio del Parque del Retiro de Madrid ( 667 m s. n. m. ) (Periodo de referencia: 1991-2020, extremas: 1920-actualidad) | Parámetros climáticos promedio de Observatorio del Parque del Retiro de Madrid ( 667 m s. n. m. ) (Periodo de referencia: 1991-2020, extremas: 1920-actualidad) | Parámetros climáticos promedio de Observatorio del Parque del Retiro de Madrid ( 667 m s. n. m. ) (Periodo de referencia: 1991-2020, extremas: 1920-actualidad) | Parámetros climáticos promedio de Observatorio del Parque del Retiro de Madrid ( 667 m s. n. m. ) (Periodo de referencia: 1991-2020, extremas: 1920-actualidad) | Parámetros climáticos promedio de Observatorio del Parque del Retiro de Madrid ( 667 m s. n. m. ) (Periodo de referencia: 1991-2020, extremas: 1920-actualidad) | Parámetros climáticos promedio de Observatorio del Parque del Retiro de Madrid ( 667 m s. n. m. ) (Periodo de referencia: 1991-2020, extremas: 1920-actualidad) | Parámetros climáticos promedio de Observatorio del Parque del Retiro de Madrid ( 667 m s. n. m. ) (Periodo de referencia: 1991-2020, extremas: 1920-actualidad) | Parámetros climáticos promedio de Observatorio del Parque del Retiro de Madrid ( 667 m s. n. m. ) (Periodo de referencia: 1991-2020, extremas: 1920-actualidad) | Parámetros climáticos promedio de Observatorio del Parque del Retiro de Madrid ( 667 m s. n. m. ) (Periodo de referencia: 1991-2020, extremas: 1920-actualidad) | Parámetros climáticos promedio de Observatorio del Parque del Retiro de Madrid ( 667 m s. n. m. ) (Periodo de referencia: 1991-2020, extremas: 1920-actualidad) | Parámetros climáticos promedio de Observatorio del Parque del Retiro de Madrid ( 667 m s. n. m. ) (Periodo de referencia: 1991-2020, extremas: 1920-actualidad) |
| Mes | Ene. | Feb. | Mar. | Abr. | May. | Jun. | Jul. | Ago. | Sep. | Oct. | Nov. | Dic. | Anual |
| --- | --- | --- | --- | --- | --- | --- | --- | --- | --- | --- | --- | --- | --- |
| Temp. máx. abs. (°C) | 19.9 | 22.0 | 26.7 | 30.9 | 35.5 | 40.7 | 40.7 | 40.7 | 38.9 | 30.1 | 22.7 | 18.6 | 40.7 |
| Temp. máx. media (°C) | 10.0 | 12.2 | 16.2 | 18.9 | 23.2 | 28.9 | 32.8 | 32.0 | 26.5 | 19.7 | 13.5 | 10.3 | 20.4 |
| Temp. media (°C) | 6.5 | 8.0 | 11.3 | 13.6 | 17.5 | 22.8 | 26.2 | 25.7 | 21.0 | 15.4 | 10.0 | 7.0 | 15.4 |
| Temp. mín. media (°C) | 3.0 | 3.7 | 6.3 | 8.2 | 11.9 | 16.5 | 19.5 | 19.3 | 15.5 | 11.1 | 6.4 | 3.7 | 10.4 |
| Temp. mín. abs. (°C) | -10.1 | -9.1 | -5.1 | -1.6 | 0.6 | 4.4 | 8.5 | 9.2 | 4.0 | -0.4 | -3.4 | -9.2 | -10.1 |
| Precipitación total (mm) | 32 | 34 | 35 | 46 | 48 | 20 | 9 | 10 | 24 | 64 | 52 | 42 | 417 |
| Días de precipitaciones (≥ 1 mm) | 5.5 | 5.1 | 5.4 | 6.7 | 6.8 | 3.3 | 1.5 | 1.5 | 3.5 | 7.2 | 6.7 | 5.9 | 59.1 |
| Días de nevadas (≥ 0,01 mm) | 0.9 | 1.0 | 0.2 | 0.2 | 0.0 | 0.0 | 0.0 | 0.0 | 0.0 | 0.0 | 0.1 | 0.5 | 2.9 |
| Humedad relativa (%) | 72 | 64 | 57 | 56 | 54 | 45 | 39 | 42 | 51 | 66 | 72 | 75 | 58 |
| Fuente: Agencia Estatal de Meteorología | | | | | | | | | | | | | |

| Parámetros climáticos promedio de Observatorio de Aeropuerto de Madrid-Barajas ( 609 m s. n. m. ) (Periodo de referencia: 1991-2020, extremos: 1945-actualidad) | Parámetros climáticos promedio de Observatorio de Aeropuerto de Madrid-Barajas ( 609 m s. n. m. ) (Periodo de referencia: 1991-2020, extremos: 1945-actualidad) | Parámetros climáticos promedio de Observatorio de Aeropuerto de Madrid-Barajas ( 609 m s. n. m. ) (Periodo de referencia: 1991-2020, extremos: 1945-actualidad) | Parámetros climáticos promedio de Observatorio de Aeropuerto de Madrid-Barajas ( 609 m s. n. m. ) (Periodo de referencia: 1991-2020, extremos: 1945-actualidad) | Parámetros climáticos promedio de Observatorio de Aeropuerto de Madrid-Barajas ( 609 m s. n. m. ) (Periodo de referencia: 1991-2020, extremos: 1945-actualidad) | Parámetros climáticos promedio de Observatorio de Aeropuerto de Madrid-Barajas ( 609 m s. n. m. ) (Periodo de referencia: 1991-2020, extremos: 1945-actualidad) | Parámetros climáticos promedio de Observatorio de Aeropuerto de Madrid-Barajas ( 609 m s. n. m. ) (Periodo de referencia: 1991-2020, extremos: 1945-actualidad) | Parámetros climáticos promedio de Observatorio de Aeropuerto de Madrid-Barajas ( 609 m s. n. m. ) (Periodo de referencia: 1991-2020, extremos: 1945-actualidad) | Parámetros climáticos promedio de Observatorio de Aeropuerto de Madrid-Barajas ( 609 m s. n. m. ) (Periodo de referencia: 1991-2020, extremos: 1945-actualidad) | Parámetros climáticos promedio de Observatorio de Aeropuerto de Madrid-Barajas ( 609 m s. n. m. ) (Periodo de referencia: 1991-2020, extremos: 1945-actualidad) | Parámetros climáticos promedio de Observatorio de Aeropuerto de Madrid-Barajas ( 609 m s. n. m. ) (Periodo de referencia: 1991-2020, extremos: 1945-actualidad) | Parámetros climáticos promedio de Observatorio de Aeropuerto de Madrid-Barajas ( 609 m s. n. m. ) (Periodo de referencia: 1991-2020, extremos: 1945-actualidad) | Parámetros climáticos promedio de Observatorio de Aeropuerto de Madrid-Barajas ( 609 m s. n. m. ) (Periodo de referencia: 1991-2020, extremos: 1945-actualidad) | Parámetros climáticos promedio de Observatorio de Aeropuerto de Madrid-Barajas ( 609 m s. n. m. ) (Periodo de referencia: 1991-2020, extremos: 1945-actualidad) |
| Mes | Ene. | Feb. | Mar. | Abr. | May. | Jun. | Jul. | Ago. | Sep. | Oct. | Nov. | Dic. | Anual |
| --- | --- | --- | --- | --- | --- | --- | --- | --- | --- | --- | --- | --- | --- |
| Temp. máx. abs. (°C) | 20.9 | 24.5 | 27.1 | 32.5 | 36.5 | 41.2 | 42.2 | 42.7 | 40.2 | 33.2 | 24.7 | 21.3 | 42.7 |
| Temp. máx. media (°C) | 11.0 | 13.2 | 16.9 | 19.4 | 24.0 | 30.1 | 33.9 | 33.3 | 27.9 | 21.3 | 14.8 | 11.3 | 21.4 |
| Temp. media (°C) | 5.8 | 7.2 | 10.4 | 12.9 | 17.0 | 22.3 | 25.6 | 25.3 | 20.6 | 15.2 | 9.6 | 6.4 | 14.9 |
| Temp. mín. media (°C) | 0.6 | 1.2 | 3.8 | 6.3 | 10.0 | 14.5 | 17.3 | 17.2 | 13.3 | 9.1 | 4.3 | 1.4 | 8.3 |
| Temp. mín. abs. (°C) | -15.2 | -14.8 | -6.6 | -4.0 | -0.5 | 3.9 | 7.0 | 7.4 | 1.9 | -2.4 | -7.4 | -10.5 | -15.2 |
| Precipitación total (mm) | 28 | 30 | 32 | 39 | 41 | 20 | 9 | 10 | 25 | 57 | 47 | 34 | 374 |
| Días de precipitaciones (≥ 1 mm) | 5.2 | 4.2 | 4.8 | 6.4 | 6.1 | 3.3 | 1.3 | 1.4 | 2.9 | 6.9 | 6.3 | 5.5 | 54.3 |
| Días de nevadas (≥ 0,01 mm) | 0.7 | 0.9 | 0.4 | 0.0 | 0.0 | 0.0 | 0.0 | 0.0 | 0.0 | 0.0 | 0.1 | 0.5 | 2.5 |
| Horas de sol | 152 | 175 | 223 | 234 | 273 | 324 | 372 | 341 | 264 | 205 | 153 | 136 | 2849 |
| Humedad relativa (%) | 73 | 65 | 58 | 55 | 50 | 39 | 32 | 34 | 45 | 62 | 71 | 76 | 55 |
| Fuente: Agencia Estatal de Meteorología | | | | | | | | | | | | | |

| Parámetros climáticos promedio de Observatorio de Aeropuerto de Madrid-Cuatro Vientos (690 m s. n. m.) (Periodo de referencia: 1991-2020, extremos: 1945-actualidad) | Parámetros climáticos promedio de Observatorio de Aeropuerto de Madrid-Cuatro Vientos (690 m s. n. m.) (Periodo de referencia: 1991-2020, extremos: 1945-actualidad) | Parámetros climáticos promedio de Observatorio de Aeropuerto de Madrid-Cuatro Vientos (690 m s. n. m.) (Periodo de referencia: 1991-2020, extremos: 1945-actualidad) | Parámetros climáticos promedio de Observatorio de Aeropuerto de Madrid-Cuatro Vientos (690 m s. n. m.) (Periodo de referencia: 1991-2020, extremos: 1945-actualidad) | Parámetros climáticos promedio de Observatorio de Aeropuerto de Madrid-Cuatro Vientos (690 m s. n. m.) (Periodo de referencia: 1991-2020, extremos: 1945-actualidad) | Parámetros climáticos promedio de Observatorio de Aeropuerto de Madrid-Cuatro Vientos (690 m s. n. m.) (Periodo de referencia: 1991-2020, extremos: 1945-actualidad) | Parámetros climáticos promedio de Observatorio de Aeropuerto de Madrid-Cuatro Vientos (690 m s. n. m.) (Periodo de referencia: 1991-2020, extremos: 1945-actualidad) | Parámetros climáticos promedio de Observatorio de Aeropuerto de Madrid-Cuatro Vientos (690 m s. n. m.) (Periodo de referencia: 1991-2020, extremos: 1945-actualidad) | Parámetros climáticos promedio de Observatorio de Aeropuerto de Madrid-Cuatro Vientos (690 m s. n. m.) (Periodo de referencia: 1991-2020, extremos: 1945-actualidad) | Parámetros climáticos promedio de Observatorio de Aeropuerto de Madrid-Cuatro Vientos (690 m s. n. m.) (Periodo de referencia: 1991-2020, extremos: 1945-actualidad) | Parámetros climáticos promedio de Observatorio de Aeropuerto de Madrid-Cuatro Vientos (690 m s. n. m.) (Periodo de referencia: 1991-2020, extremos: 1945-actualidad) | Parámetros climáticos promedio de Observatorio de Aeropuerto de Madrid-Cuatro Vientos (690 m s. n. m.) (Periodo de referencia: 1991-2020, extremos: 1945-actualidad) | Parámetros climáticos promedio de Observatorio de Aeropuerto de Madrid-Cuatro Vientos (690 m s. n. m.) (Periodo de referencia: 1991-2020, extremos: 1945-actualidad) | Parámetros climáticos promedio de Observatorio de Aeropuerto de Madrid-Cuatro Vientos (690 m s. n. m.) (Periodo de referencia: 1991-2020, extremos: 1945-actualidad) |
| Mes | Ene. | Feb. | Mar. | Abr. | May. | Jun. | Jul. | Ago. | Sep. | Oct. | Nov. | Dic. | Anual |
| --- | --- | --- | --- | --- | --- | --- | --- | --- | --- | --- | --- | --- | --- |
| Temp. máx. abs. (°C) | 20.6 | 23.0 | 27.0 | 31.8 | 36.1 | 40.5 | 41.5 | 42.2 | 39.5 | 32.2 | 24.2 | 19.6 | 42.2 |
| Temp. máx. media (°C) | 10.7 | 12.8 | 16.5 | 19.1 | 23.7 | 29.6 | 33.4 | 32.8 | 27.5 | 20.8 | 14.4 | 11.1 | 21.1 |
| Temp. media (°C) | 6.4 | 7.8 | 10.9 | 13.3 | 17.4 | 22.7 | 26.1 | 25.7 | 21.1 | 15.6 | 10.0 | 7.0 | 15.3 |
| Temp. mín. media (°C) | 2.0 | 2.7 | 5.3 | 7.4 | 11.1 | 15.8 | 18.8 | 18.6 | 14.7 | 10.3 | 5.5 | 2.8 | 9.6 |
| Temp. mín. abs. (°C) | -13.0 | -11.4 | -5.6 | -4.0 | -1.2 | 1.5 | 5.0 | 4.0 | 2.0 | -1.5 | -4.0 | -10.3 | -13.0 |
| Precipitación total (mm) | 33 | 35 | 35 | 44 | 44 | 19 | 8 | 11 | 26 | 62 | 52 | 42 | 412 |
| Días de precipitaciones (≥ 1 mm) | 5.4 | 5.2 | 5.4 | 6.8 | 6.3 | 2.8 | 1.4 | 1.4 | 3.5 | 7.1 | 6.5 | 5.9 | 57.5 |
| Días de nevadas (≥ 0,01 mm) | 1.2 | 1.2 | 0.5 | 0.1 | 0.0 | 0.0 | 0.0 | 0.0 | 0.0 | 0.0 | 0.1 | 0.6 | 3.9 |
| Horas de sol | 161 | 184 | 220 | 246 | 294 | 333 | 372 | 344 | 258 | 208 | 165 | 146 | 2922 |
| Humedad relativa (%) | 74 | 65 | 58 | 56 | 51 | 41 | 35 | 38 | 49 | 65 | 73 | 76 | 57 |
| Fuente: Agencia Estatal de Meteorología | | | | | | | | | | | | | |

## Clima en el periodo de referencia 1991-2020
Como ya se ha dicho anteriormente, el clima de Madrid en el periodo de referencia 1991-2020, de acuerdo a la clasificación climática de Köppen, es de transición entre el clima semiárido frío (BSk) y el clima mediterráneo (Csa), tendiendo más al clima mediterráneo.

### Temperatura
La temperatura media se sitúa alrededor de los 15 °C. Los inviernos son moderadamente fríos, con temperaturas medias en el mes más frío (enero) de alrededor de los 6 °C. En este mes las temperaturas máximas medias se sitúan entre 10 y 11 °C, y las mínimas entre 0.5 y 3 °C. Así, las heladas son frecuentes en invierno, sobre todo en la periferia, dándose una media de unos 13 días de helada anuales en la zona centro, y hasta 50 en la periferia, especialmente en la zona norte. Por el contrario, los veranos son calurosos. Los meses más cálidos son julio y agosto, siendo julio ligeramente más cálido. En este mes, las medias se sitúan alrededor de los 26 °C, con temperaturas máximas medias de entre 33 y 34 °C y temperaturas mínimas medias de 17.5 °C en algunas zonas de la periferia y en la zona norte, pero alcanzan los 19.5 °C en el centro de la ciudad. La amplitud térmica diaria es importante en la periferia urbana (llegando a superar los 13 °C), pero se ve reducida en el centro de la ciudad, bajando a 10 °C. Los meses más cálidos son los de mayor amplitud térmica diaria (coincidiendo con el mínimo pluviométrico) siendo julio el mes de mayor amplitud térmica diaria, con entre 13 y 17 grados; mientras que los meses más fríos son los de menor amplitud térmica diaria, especialmente en diciembre con entre 6.5 y 10 grados de media. Por otra parte, la oscilación térmica anual es alta, rozando los 20 grados, como consecuencia de la gran distancia al mar y la altitud.
| Parámetros climáticos promedio de Observatorio del Parque del Retiro de Madrid ( 667 m s. n. m. ) (Periodo de referencia: 1991-2020) | Parámetros climáticos promedio de Observatorio del Parque del Retiro de Madrid ( 667 m s. n. m. ) (Periodo de referencia: 1991-2020) | Parámetros climáticos promedio de Observatorio del Parque del Retiro de Madrid ( 667 m s. n. m. ) (Periodo de referencia: 1991-2020) | Parámetros climáticos promedio de Observatorio del Parque del Retiro de Madrid ( 667 m s. n. m. ) (Periodo de referencia: 1991-2020) | Parámetros climáticos promedio de Observatorio del Parque del Retiro de Madrid ( 667 m s. n. m. ) (Periodo de referencia: 1991-2020) | Parámetros climáticos promedio de Observatorio del Parque del Retiro de Madrid ( 667 m s. n. m. ) (Periodo de referencia: 1991-2020) | Parámetros climáticos promedio de Observatorio del Parque del Retiro de Madrid ( 667 m s. n. m. ) (Periodo de referencia: 1991-2020) | Parámetros climáticos promedio de Observatorio del Parque del Retiro de Madrid ( 667 m s. n. m. ) (Periodo de referencia: 1991-2020) | Parámetros climáticos promedio de Observatorio del Parque del Retiro de Madrid ( 667 m s. n. m. ) (Periodo de referencia: 1991-2020) | Parámetros climáticos promedio de Observatorio del Parque del Retiro de Madrid ( 667 m s. n. m. ) (Periodo de referencia: 1991-2020) | Parámetros climáticos promedio de Observatorio del Parque del Retiro de Madrid ( 667 m s. n. m. ) (Periodo de referencia: 1991-2020) | Parámetros climáticos promedio de Observatorio del Parque del Retiro de Madrid ( 667 m s. n. m. ) (Periodo de referencia: 1991-2020) | Parámetros climáticos promedio de Observatorio del Parque del Retiro de Madrid ( 667 m s. n. m. ) (Periodo de referencia: 1991-2020) | Parámetros climáticos promedio de Observatorio del Parque del Retiro de Madrid ( 667 m s. n. m. ) (Periodo de referencia: 1991-2020) |
| Mes | Ene. | Feb. | Mar. | Abr. | May. | Jun. | Jul. | Ago. | Sep. | Oct. | Nov. | Dic. | Anual |
| --- | --- | --- | --- | --- | --- | --- | --- | --- | --- | --- | --- | --- | --- |
| Temp. máx. abs. (°C) | 19.9 | 20.6 | 26.7 | 29.6 | 35.5 | 40.7 | 39.7 | 40.6 | 38.9 | 29.5 | 22.7 | 17.7 | 40.7 |
| Temp. máx. media (°C) | 10.0 | 12.2 | 16.2 | 18.9 | 23.2 | 28.9 | 32.8 | 32.0 | 26.5 | 19.7 | 13.5 | 10.3 | 20.4 |
| Temp. media (°C) | 6.5 | 8.0 | 11.3 | 13.6 | 17.5 | 22.8 | 26.2 | 25.7 | 21.0 | 15.4 | 10.0 | 7.0 | 15.4 |
| Temp. mín. media (°C) | 3.0 | 3.7 | 6.3 | 8.2 | 11.9 | 16.5 | 19.5 | 19.3 | 15.5 | 11.1 | 6.4 | 3.7 | 10.4 |
| Temp. mín. abs. (°C) | -6.1 | -5.0 | -5.1 | 0.0 | 1.9 | 7.5 | 10.5 | 11.1 | 7.4 | 1.8 | -3.0 | -6.1 | -6.1 |
| Fuente: Agencia Estatal de Meteorología                                                                                              | | | | | | | | | | | | | |

| Parámetros climáticos promedio de Observatorio de Aeropuerto de Madrid-Barajas ( 609 m s. n. m. ) (Periodo de referencia: 1991-2020) | Parámetros climáticos promedio de Observatorio de Aeropuerto de Madrid-Barajas ( 609 m s. n. m. ) (Periodo de referencia: 1991-2020) | Parámetros climáticos promedio de Observatorio de Aeropuerto de Madrid-Barajas ( 609 m s. n. m. ) (Periodo de referencia: 1991-2020) | Parámetros climáticos promedio de Observatorio de Aeropuerto de Madrid-Barajas ( 609 m s. n. m. ) (Periodo de referencia: 1991-2020) | Parámetros climáticos promedio de Observatorio de Aeropuerto de Madrid-Barajas ( 609 m s. n. m. ) (Periodo de referencia: 1991-2020) | Parámetros climáticos promedio de Observatorio de Aeropuerto de Madrid-Barajas ( 609 m s. n. m. ) (Periodo de referencia: 1991-2020) | Parámetros climáticos promedio de Observatorio de Aeropuerto de Madrid-Barajas ( 609 m s. n. m. ) (Periodo de referencia: 1991-2020) | Parámetros climáticos promedio de Observatorio de Aeropuerto de Madrid-Barajas ( 609 m s. n. m. ) (Periodo de referencia: 1991-2020) | Parámetros climáticos promedio de Observatorio de Aeropuerto de Madrid-Barajas ( 609 m s. n. m. ) (Periodo de referencia: 1991-2020) | Parámetros climáticos promedio de Observatorio de Aeropuerto de Madrid-Barajas ( 609 m s. n. m. ) (Periodo de referencia: 1991-2020) | Parámetros climáticos promedio de Observatorio de Aeropuerto de Madrid-Barajas ( 609 m s. n. m. ) (Periodo de referencia: 1991-2020) | Parámetros climáticos promedio de Observatorio de Aeropuerto de Madrid-Barajas ( 609 m s. n. m. ) (Periodo de referencia: 1991-2020) | Parámetros climáticos promedio de Observatorio de Aeropuerto de Madrid-Barajas ( 609 m s. n. m. ) (Periodo de referencia: 1991-2020) | Parámetros climáticos promedio de Observatorio de Aeropuerto de Madrid-Barajas ( 609 m s. n. m. ) (Periodo de referencia: 1991-2020) |
| Mes | Ene. | Feb. | Mar. | Abr. | May. | Jun. | Jul. | Ago. | Sep. | Oct. | Nov. | Dic. | Anual |
| --- | --- | --- | --- | --- | --- | --- | --- | --- | --- | --- | --- | --- | --- |
| Temp. máx. abs. (°C) | 20.9 | 22.7 | 27.1 | 31.1 | 36.5 | 41.2 | 42.2 | 41.2 | 39.5 | 31.7 | 24.7 | 19.4 | 42.2 |
| Temp. máx. media (°C) | 11.0 | 13.2 | 16.9 | 19.4 | 24.0 | 30.1 | 33.9 | 33.3 | 27.9 | 21.3 | 14.8 | 11.3 | 21.4 |
| Temp. media (°C) | 5.8 | 7.2 | 10.4 | 12.9 | 17.0 | 22.3 | 25.6 | 25.3 | 20.6 | 15.2 | 9.6 | 6.4 | 14.9 |
| Temp. mín. media (°C) | 0.6 | 1.2 | 3.8 | 6.3 | 10.0 | 14.5 | 17.3 | 17.2 | 13.3 | 9.1 | 4.3 | 1.4 | 8.3 |
| Temp. mín. abs. (°C) | -10.2 | -9.1 | -6.6 | -3.0 | -0.5 | 5.6 | 7.0 | 8.2 | 4.0 | -1.0 | -7.2 | -10.5 | -10.5 |
| Fuente: Agencia Estatal de Meteorología                                                                                              | | | | | | | | | | | | | |

| Parámetros climáticos promedio de Observatorio de Aeropuerto de Madrid-Cuatro Vientos (690 m s. n. m.) (Periodo de referencia: 1991-2020) | Parámetros climáticos promedio de Observatorio de Aeropuerto de Madrid-Cuatro Vientos (690 m s. n. m.) (Periodo de referencia: 1991-2020) | Parámetros climáticos promedio de Observatorio de Aeropuerto de Madrid-Cuatro Vientos (690 m s. n. m.) (Periodo de referencia: 1991-2020) | Parámetros climáticos promedio de Observatorio de Aeropuerto de Madrid-Cuatro Vientos (690 m s. n. m.) (Periodo de referencia: 1991-2020) | Parámetros climáticos promedio de Observatorio de Aeropuerto de Madrid-Cuatro Vientos (690 m s. n. m.) (Periodo de referencia: 1991-2020) | Parámetros climáticos promedio de Observatorio de Aeropuerto de Madrid-Cuatro Vientos (690 m s. n. m.) (Periodo de referencia: 1991-2020) | Parámetros climáticos promedio de Observatorio de Aeropuerto de Madrid-Cuatro Vientos (690 m s. n. m.) (Periodo de referencia: 1991-2020) | Parámetros climáticos promedio de Observatorio de Aeropuerto de Madrid-Cuatro Vientos (690 m s. n. m.) (Periodo de referencia: 1991-2020) | Parámetros climáticos promedio de Observatorio de Aeropuerto de Madrid-Cuatro Vientos (690 m s. n. m.) (Periodo de referencia: 1991-2020) | Parámetros climáticos promedio de Observatorio de Aeropuerto de Madrid-Cuatro Vientos (690 m s. n. m.) (Periodo de referencia: 1991-2020) | Parámetros climáticos promedio de Observatorio de Aeropuerto de Madrid-Cuatro Vientos (690 m s. n. m.) (Periodo de referencia: 1991-2020) | Parámetros climáticos promedio de Observatorio de Aeropuerto de Madrid-Cuatro Vientos (690 m s. n. m.) (Periodo de referencia: 1991-2020) | Parámetros climáticos promedio de Observatorio de Aeropuerto de Madrid-Cuatro Vientos (690 m s. n. m.) (Periodo de referencia: 1991-2020) | Parámetros climáticos promedio de Observatorio de Aeropuerto de Madrid-Cuatro Vientos (690 m s. n. m.) (Periodo de referencia: 1991-2020) |
| Mes | Ene. | Feb. | Mar. | Abr. | May. | Jun. | Jul. | Ago. | Sep. | Oct. | Nov. | Dic. | Anual |
| --- | --- | --- | --- | --- | --- | --- | --- | --- | --- | --- | --- | --- | --- |
| Temp. máx. abs. (°C) | 20.6 | 22.4 | 27.0 | 30.4 | 36.0 | 40.5 | 40.6 | 40.8 | 39.5 | 32.0 | 24.0 | 19.4 | 40.8 |
| Temp. máx. media (°C) | 10.7 | 12.8 | 16.5 | 19.1 | 23.7 | 29.6 | 33.4 | 32.8 | 27.5 | 20.8 | 14.4 | 11.1 | 21.1 |
| Temp. media (°C) | 6.4 | 7.8 | 10.9 | 13.3 | 17.4 | 22.7 | 26.1 | 25.7 | 21.1 | 15.6 | 10.0 | 7.0 | 15.3 |
| Temp. mín. media (°C) | 2.0 | 2.7 | 5.3 | 7.4 | 11.1 | 15.8 | 18.8 | 18.6 | 14.7 | 10.3 | 5.5 | 2.8 | 9.6 |
| Temp. mín. abs. (°C) | -7.6 | -6.8 | -5.6 | -1.4 | -1.2 | 7.4 | 5.8 | 9.2 | 4.6 | 1.2 | -3.6 | -7.5 | -7.6 |
| Fuente: Agencia Estatal de Meteorología                                                                                                   | | | | | | | | | | | | | |

| Observatorio del Parque del Retiro de Madrid ( 667 m s. n. m. ) (Periodo de referencia: 1991-2020) |     |     |     |      |      |      |      |      |      |     |     |     |       |
| Variable                                                                                           | Ene | Feb | Mar | Abr  | May  | Jun  | Jul  | Ago  | Sep  | Oct | Nov | Dic | Anual |
| Amplitud térmica diaria media (Cº)                                                                 | 7.0 | 8.5 | 9.9 | 10.7 | 11.3 | 12.7 | 13.3 | 12.7 | 11.0 | 8.6 | 7.1 | 6.6 | 10.0  |
| Nº de días de temperatura máxima ≥ 30 °C                                                           | 0.0 | 0.0 | 0.0 | 0.0  | 2.9  | 13.9 | 24.6 | 23.1 | 6.6  | 0.0 | 0.0 | 0.0 | 71.2  |
| Nº de días de temperatura máxima ≥ 25 °C                                                           | 0.0 | 0.0 | 0.3 | 3.2  | 12.4 | 23.6 | 30.1 | 29.8 | 20.0 | 3.3 | 0.0 | 0.0 | 122.7 |
| Nº de días de temperatura media ≥ 18 °C                                                            | 0.0 | 0.0 | 0.3 | 3.9  | 14.6 | 25.6 | 30.8 | 30.6 | 24.1 | 6.9 | 0.0 | 0.0 | 136.8 |
| Nº de días de temperatura mínima ≥ 18 °C                                                           | 0.0 | 0.0 | 0.0 | 0.0  | 1.0  | 11.4 | 22.6 | 22.6 | 6.6  | 0.0 | 0.0 | 0.0 | 64.2  |
| Nº de días de temperatura mínima ≤ 0 °C                                                            | 5   | 2.7 | 0.7 | 0.0  | 0.0  | 0.0  | 0.0  | 0.0  | 0.0  | 0.0 | 0.6 | 3.7 | 12.7  |
| Nº de días de temperatura mínima ≤ -5 °C                                                           | 0.1 | 0.0 | 0.0 | 0.0  | 0.0  | 0.0  | 0.0  | 0.0  | 0.0  | 0.0 | 0.0 | 0.1 | 0.2   |

| Observatorio del Aeropuerto de Madrid-Barajas ( 609 m s. n. m. ) (Periodo de referencia: 1991-2020) |      |      |      |      |      |      |      |      |      |      |      |      |       |
| Variable                                                                                            | Ene  | Feb  | Mar  | Abr  | May  | Jun  | Jul  | Ago  | Sep  | Oct  | Nov  | Dic  | Anual |
| Amplitud térmica diaria media (°C)                                                                  | 10.4 | 12.0 | 13.1 | 13.1 | 14.0 | 15.6 | 16.6 | 16.1 | 14.6 | 12.2 | 10.5 | 9.9  | 13.1  |
| Nº de días de temperatura máxima ≥ 30 °C                                                            | 0.0  | 0.0  | 0.0  | 0.1  | 4.0  | 16.7 | 26.6 | 26.2 | 10.9 | 0.6  | 0.0  | 0.0  | 85.2  |
| Nº de días de temperatura máxima ≥ 25 °C                                                            | 0.0  | 0.0  | 0.5  | 4.2  | 13.7 | 25.4 | 30.5 | 30.5 | 22.4 | 6.8  | 0.0  | 0.0  | 134.0 |
| Nº de días de temperatura media ≥ 18 °C                                                             | 0.0  | 0.0  | 0.0  | 1.8  | 12.7 | 25.9 | 30.8 | 30.7 | 23.7 | 5.6  | 0.1  | 0.0  | 131.4 |
| Nº de días de temperatura mínima ≥ 18 °C                                                            | 0.0  | 0.0  | 0.0  | 0.0  | 0.0  | 4.1  | 13.9 | 12.2 | 1.6  | 0.0  | 0.0  | 0.0  | 31.8  |
| Nº de días de temperatura mínima ≤ 0 °C                                                             | 15.3 | 11.5 | 3.6  | 0.6  | 0.0  | 0.0  | 0.0  | 0.0  | 0.0  | 0.2  | 4.7  | 12.5 | 48.4  |
| Nº de días de temperatura mínima ≤ -5 °C                                                            | 1.9  | 0.8  | 0.1  | 0.0  | 0.0  | 0.0  | 0.0  | 0.0  | 0.0  | 0.0  | 0.2  | 1.4  | 4.5   |

| Observatorio del Aeropuerto de Madrid-Cuatro Vientos ( 690 m s. n. m. ) (Periodo de referencia: 1991-2020) |     |      |      |      |      |      |      |      |      |      |     |     |       |
| Variable                                                                                                   | Ene | Feb  | Mar  | Abr  | May  | Jun  | Jul  | Ago  | Sep  | Oct  | Nov | Dic | Anual |
| Amplitud térmica diaria media (°C)                                                                         | 8.8 | 10.1 | 11.2 | 11.7 | 12.6 | 13.8 | 14.6 | 14.2 | 12.8 | 10.5 | 8.9 | 8.3 | 11.5  |
| Nº de días de temperatura máxima ≥ 30 °C                                                                   | 0.0 | 0.0  | 0.0  | 0.0  | 3.5  | 15.6 | 25.9 | 25   | 9.6  | 0.5  | 0.0 | 0.0 | 80.1  |
| Nº de días de temperatura máxima ≥ 25 °C                                                                   | 0.0 | 0.0  | 0.4  | 3.7  | 13.2 | 24.5 | 30.4 | 30.2 | 21.9 | 6.1  | 0.0 | 0.0 | 130.4 |
| Nº de días de temperatura media ≥ 18 °C                                                                    | 0.0 | 0.0  | 0.1  | 3.3  | 14.1 | 25.6 | 30.8 | 30.7 | 24.1 | 7.2  | 0.0 | 0.0 | 135.9 |
| Nº de días de temperatura mínima ≥ 18 °C                                                                   | 0.0 | 0.0  | 0.0  | 0.0  | 0.6  | 9.1  | 19.7 | 19.2 | 4.3  | 0.1  | 0.0 | 0.0 | 53.0  |
| Nº de días de temperatura mínima ≤ 0 °C                                                                    | 8.7 | 4.8  | 1.4  | 0.1  | 0.1  | 0.0  | 0.0  | 0.0  | 0.0  | 0.0  | 1.6 | 6.4 | 23.1  |
| Nº de días de temperatura mínima ≤ -5 °C                                                                   | 0.4 | 0.2  | 0.1  | 0.0  | 0.0  | 0.0  | 0.0  | 0.0  | 0.0  | 0.0  | 0.0 | 0.3 | 1.0   |

### Precipitación
Las precipitaciones anuales se sitúan alrededor de los 400 mm. Como es característico de los climas mediterráneos, se da un mínimo marcado de precipitaciones en verano (especialmente en julio y agosto). El máximo de precipitación se da en otoño (octubre y noviembre) y, en menor medida, en los meses primaverales de abril y mayo. En octubre, el mes más lluvioso, se registran de media alrededor de 60 mm, en contraposición con los meses de julio y agosto, con una media que ronda los 10 mm de precipitación en cada mes. Las nevadas son ocasionales en invierno, con una media de entre 2 y 4 días al año (dependiendo de la zona) en los que se registra cualquier cantidad de nieve, y pudiéndose dar más días de nieve en las zonas altas del municipio, que llegan a superar los 750 m de altitud. El granizo ocurre tan solo uno o dos días al año y las tormentas se dan especialmente en primavera y verano, con una media de entre 10 y 14 días al año.
| Parámetros climáticos promedio de Observatorio del Parque del Retiro de Madrid (667 m s. n. m.) (Periodo de referencia: 1991-2020) | Parámetros climáticos promedio de Observatorio del Parque del Retiro de Madrid (667 m s. n. m.) (Periodo de referencia: 1991-2020) | Parámetros climáticos promedio de Observatorio del Parque del Retiro de Madrid (667 m s. n. m.) (Periodo de referencia: 1991-2020) | Parámetros climáticos promedio de Observatorio del Parque del Retiro de Madrid (667 m s. n. m.) (Periodo de referencia: 1991-2020) | Parámetros climáticos promedio de Observatorio del Parque del Retiro de Madrid (667 m s. n. m.) (Periodo de referencia: 1991-2020) | Parámetros climáticos promedio de Observatorio del Parque del Retiro de Madrid (667 m s. n. m.) (Periodo de referencia: 1991-2020) | Parámetros climáticos promedio de Observatorio del Parque del Retiro de Madrid (667 m s. n. m.) (Periodo de referencia: 1991-2020) | Parámetros climáticos promedio de Observatorio del Parque del Retiro de Madrid (667 m s. n. m.) (Periodo de referencia: 1991-2020) | Parámetros climáticos promedio de Observatorio del Parque del Retiro de Madrid (667 m s. n. m.) (Periodo de referencia: 1991-2020) | Parámetros climáticos promedio de Observatorio del Parque del Retiro de Madrid (667 m s. n. m.) (Periodo de referencia: 1991-2020) | Parámetros climáticos promedio de Observatorio del Parque del Retiro de Madrid (667 m s. n. m.) (Periodo de referencia: 1991-2020) | Parámetros climáticos promedio de Observatorio del Parque del Retiro de Madrid (667 m s. n. m.) (Periodo de referencia: 1991-2020) | Parámetros climáticos promedio de Observatorio del Parque del Retiro de Madrid (667 m s. n. m.) (Periodo de referencia: 1991-2020) | Parámetros climáticos promedio de Observatorio del Parque del Retiro de Madrid (667 m s. n. m.) (Periodo de referencia: 1991-2020) |
| Mes | Ene. | Feb. | Mar. | Abr. | May. | Jun. | Jul. | Ago. | Sep. | Oct. | Nov. | Dic. | Anual |
| --- | --- | --- | --- | --- | --- | --- | --- | --- | --- | --- | --- | --- | --- |
| Precipitación total (mm) | 32 | 34 | 35 | 46 | 48 | 20 | 9 | 10 | 24 | 64 | 52 | 42 | 417 |
| Días de precipitaciones (≥ 1 mm)                                                                                                   | 5.5 | 5.1 | 5.4 | 6.7 | 6.8 | 3.3 | 1.5 | 1.5 | 3.5 | 7.2 | 6.7 | 5.9 | 59.1 |
| Días de nevadas (≥ 0,01 mm) | 0.9 | 1.0 | 0.2 | 0.2 | 0.0 | 0.0 | 0.0 | 0.0 | 0.0 | 0.0 | 0.1 | 0.5 | 2.9 |
| Fuente: Agencia Estatal de Meteorología                                                                                            | | | | | | | | | | | | | |

| Parámetros climáticos promedio de Observatorio de Aeropuerto de Madrid-Barajas ( 609 m s. n. m. ) (Periodo de referencia: 1991-2020) | Parámetros climáticos promedio de Observatorio de Aeropuerto de Madrid-Barajas ( 609 m s. n. m. ) (Periodo de referencia: 1991-2020) | Parámetros climáticos promedio de Observatorio de Aeropuerto de Madrid-Barajas ( 609 m s. n. m. ) (Periodo de referencia: 1991-2020) | Parámetros climáticos promedio de Observatorio de Aeropuerto de Madrid-Barajas ( 609 m s. n. m. ) (Periodo de referencia: 1991-2020) | Parámetros climáticos promedio de Observatorio de Aeropuerto de Madrid-Barajas ( 609 m s. n. m. ) (Periodo de referencia: 1991-2020) | Parámetros climáticos promedio de Observatorio de Aeropuerto de Madrid-Barajas ( 609 m s. n. m. ) (Periodo de referencia: 1991-2020) | Parámetros climáticos promedio de Observatorio de Aeropuerto de Madrid-Barajas ( 609 m s. n. m. ) (Periodo de referencia: 1991-2020) | Parámetros climáticos promedio de Observatorio de Aeropuerto de Madrid-Barajas ( 609 m s. n. m. ) (Periodo de referencia: 1991-2020) | Parámetros climáticos promedio de Observatorio de Aeropuerto de Madrid-Barajas ( 609 m s. n. m. ) (Periodo de referencia: 1991-2020) | Parámetros climáticos promedio de Observatorio de Aeropuerto de Madrid-Barajas ( 609 m s. n. m. ) (Periodo de referencia: 1991-2020) | Parámetros climáticos promedio de Observatorio de Aeropuerto de Madrid-Barajas ( 609 m s. n. m. ) (Periodo de referencia: 1991-2020) | Parámetros climáticos promedio de Observatorio de Aeropuerto de Madrid-Barajas ( 609 m s. n. m. ) (Periodo de referencia: 1991-2020) | Parámetros climáticos promedio de Observatorio de Aeropuerto de Madrid-Barajas ( 609 m s. n. m. ) (Periodo de referencia: 1991-2020) | Parámetros climáticos promedio de Observatorio de Aeropuerto de Madrid-Barajas ( 609 m s. n. m. ) (Periodo de referencia: 1991-2020) |
| Mes | Ene. | Feb. | Mar. | Abr. | May. | Jun. | Jul. | Ago. | Sep. | Oct. | Nov. | Dic. | Anual |
| --- | --- | --- | --- | --- | --- | --- | --- | --- | --- | --- | --- | --- | --- |
| Precipitación total (mm) | 28 | 30 | 32 | 39 | 41 | 20 | 9 | 10 | 25 | 57 | 47 | 34 | 374 |
| Días de precipitaciones (≥ 1 mm) | 5.2 | 4.2 | 4.8 | 6.4 | 6.1 | 3.3 | 1.3 | 1.4 | 2.9 | 6.9 | 6.3 | 5.5 | 54.3 |
| Días de nevadas (≥ 0,01 mm) | 0.7 | 0.9 | 0.4 | 0.0 | 0.0 | 0.0 | 0.0 | 0.0 | 0.0 | 0.0 | 0.1 | 0.5 | 2.5 |
| Fuente: Agencia Estatal de Meteorología                                                                                              | | | | | | | | | | | | | |

| Parámetros climáticos promedio de Observatorio de Aeropuerto de Madrid-Cuatro Vientos (690 m s. n. m.) (Periodo de referencia: 1991-2020) | Parámetros climáticos promedio de Observatorio de Aeropuerto de Madrid-Cuatro Vientos (690 m s. n. m.) (Periodo de referencia: 1991-2020) | Parámetros climáticos promedio de Observatorio de Aeropuerto de Madrid-Cuatro Vientos (690 m s. n. m.) (Periodo de referencia: 1991-2020) | Parámetros climáticos promedio de Observatorio de Aeropuerto de Madrid-Cuatro Vientos (690 m s. n. m.) (Periodo de referencia: 1991-2020) | Parámetros climáticos promedio de Observatorio de Aeropuerto de Madrid-Cuatro Vientos (690 m s. n. m.) (Periodo de referencia: 1991-2020) | Parámetros climáticos promedio de Observatorio de Aeropuerto de Madrid-Cuatro Vientos (690 m s. n. m.) (Periodo de referencia: 1991-2020) | Parámetros climáticos promedio de Observatorio de Aeropuerto de Madrid-Cuatro Vientos (690 m s. n. m.) (Periodo de referencia: 1991-2020) | Parámetros climáticos promedio de Observatorio de Aeropuerto de Madrid-Cuatro Vientos (690 m s. n. m.) (Periodo de referencia: 1991-2020) | Parámetros climáticos promedio de Observatorio de Aeropuerto de Madrid-Cuatro Vientos (690 m s. n. m.) (Periodo de referencia: 1991-2020) | Parámetros climáticos promedio de Observatorio de Aeropuerto de Madrid-Cuatro Vientos (690 m s. n. m.) (Periodo de referencia: 1991-2020) | Parámetros climáticos promedio de Observatorio de Aeropuerto de Madrid-Cuatro Vientos (690 m s. n. m.) (Periodo de referencia: 1991-2020) | Parámetros climáticos promedio de Observatorio de Aeropuerto de Madrid-Cuatro Vientos (690 m s. n. m.) (Periodo de referencia: 1991-2020) | Parámetros climáticos promedio de Observatorio de Aeropuerto de Madrid-Cuatro Vientos (690 m s. n. m.) (Periodo de referencia: 1991-2020) | Parámetros climáticos promedio de Observatorio de Aeropuerto de Madrid-Cuatro Vientos (690 m s. n. m.) (Periodo de referencia: 1991-2020) |
| Mes | Ene. | Feb. | Mar. | Abr. | May. | Jun. | Jul. | Ago. | Sep. | Oct. | Nov. | Dic. | Anual |
| --- | --- | --- | --- | --- | --- | --- | --- | --- | --- | --- | --- | --- | --- |
| Precipitación total (mm) | 33 | 35 | 35 | 44 | 44 | 19 | 8 | 11 | 26 | 62 | 52 | 42 | 412 |
| Días de precipitaciones (≥ 1 mm) | 5.4 | 5.2 | 5.4 | 6.8 | 6.3 | 2.8 | 1.4 | 1.4 | 3.5 | 7.1 | 6.5 | 5.9 | 57.5 |
| Días de nevadas (≥ 0,01 mm) | 1.2 | 1.2 | 0.5 | 0.1 | 0.0 | 0.0 | 0.0 | 0.0 | 0.0 | 0.0 | 0.1 | 0.6 | 3.9 |
| Fuente: Agencia Estatal de Meteorología                                                                                                   | | | | | | | | | | | | | |

| Parámetros climáticos promedio de Observatorio de El Goloso (740 740 m s. n. m.) (Periodo de referencia: 1981-2010) | Parámetros climáticos promedio de Observatorio de El Goloso (740 740 m s. n. m.) (Periodo de referencia: 1981-2010) | Parámetros climáticos promedio de Observatorio de El Goloso (740 740 m s. n. m.) (Periodo de referencia: 1981-2010) | Parámetros climáticos promedio de Observatorio de El Goloso (740 740 m s. n. m.) (Periodo de referencia: 1981-2010) | Parámetros climáticos promedio de Observatorio de El Goloso (740 740 m s. n. m.) (Periodo de referencia: 1981-2010) | Parámetros climáticos promedio de Observatorio de El Goloso (740 740 m s. n. m.) (Periodo de referencia: 1981-2010) | Parámetros climáticos promedio de Observatorio de El Goloso (740 740 m s. n. m.) (Periodo de referencia: 1981-2010) | Parámetros climáticos promedio de Observatorio de El Goloso (740 740 m s. n. m.) (Periodo de referencia: 1981-2010) | Parámetros climáticos promedio de Observatorio de El Goloso (740 740 m s. n. m.) (Periodo de referencia: 1981-2010) | Parámetros climáticos promedio de Observatorio de El Goloso (740 740 m s. n. m.) (Periodo de referencia: 1981-2010) | Parámetros climáticos promedio de Observatorio de El Goloso (740 740 m s. n. m.) (Periodo de referencia: 1981-2010) | Parámetros climáticos promedio de Observatorio de El Goloso (740 740 m s. n. m.) (Periodo de referencia: 1981-2010) | Parámetros climáticos promedio de Observatorio de El Goloso (740 740 m s. n. m.) (Periodo de referencia: 1981-2010) | Parámetros climáticos promedio de Observatorio de El Goloso (740 740 m s. n. m.) (Periodo de referencia: 1981-2010) |
| Mes | Ene. | Feb. | Mar. | Abr. | May. | Jun. | Jul. | Ago. | Sep. | Oct. | Nov. | Dic. | Anual |
| --- | --- | --- | --- | --- | --- | --- | --- | --- | --- | --- | --- | --- | --- |
| Precipitación total (mm)                                                                                            | 39.8 | 36.5 | 27.7 | 47.7 | 53.7 | 29.4 | 10.4 | 11.9 | 24.3 | 63.0 | 62.3 | 60.2 | 466.9 |
| Fuente: Agencia Estatal de Meteorología                                                                             | | | | | | | | | | | | | |

| Observatorio del Parque del Retiro de Madrid ( 667 m s. n. m. ) (Periodo de referencia: 1991-2020) |     |     |     |     |     |     |     |     |     |     |     |     |       |
| Variable                                                                                           | Ene | Feb | Mar | Abr | May | Jun | Jul | Ago | Sep | Oct | Nov | Dic | Anual |
| Nº de días de precipitación ≥ 0.1 mm                                                               | 8.5 | 7.3 | 8.0 | 9.8 | 9.5 | 5.3 | 2.2 | 2.8 | 5.7 | 9.8 | 9.4 | 8.8 | 87.1  |
| Nº de días de precipitación ≥ 10 mm                                                                | 1.0 | 1.1 | 1.1 | 1.5 | 1.6 | 0.6 | 0.3 | 0.3 | 0.7 | 2.3 | 1.9 | 1.4 | 13.7  |
| Nº de días de precipitación ≥ 30 mm                                                                | 0.0 | 0.0 | 0.0 | 0.0 | 0.2 | 0.0 | 0.0 | 0.0 | 0.1 | 0.2 | 0.1 | 0.0 | 0.6   |
| Nº de días de tormenta                                                                             | 0.1 | 0.1 | 0.4 | 1.0 | 2.1 | 2.0 | 1.6 | 1.3 | 1.4 | 0.7 | 0.0 | 0.0 | 10.7  |
| Nº de días de granizo                                                                              | 0.0 | 0.0 | 0.3 | 0.5 | 0.3 | 0.1 | 0.0 | 0.1 | 0.1 | 0.1 | 0.0 | 0.0 | 1.6   |

| Observatorio del Aeropuerto de Madrid-Barajas ( 609 m s. n. m. ) (Periodo de referencia: 1991-2020) |     |     |     |     |     |     |     |     |     |     |     |     |       |
| Variable                                                                                            | Ene | Feb | Mar | Abr | May | Jun | Jul | Ago | Sep | Oct | Nov | Dic | Anual |
| Nº de días de precipitación ≥ 0.1 mm                                                                | 7.3 | 6.8 | 7.5 | 9.0 | 9.0 | 4.9 | 2.1 | 2.1 | 4.6 | 9   | 8.8 | 8.3 | 79.5  |
| Nº de días de precipitación ≥ 10 mm                                                                 | 0.8 | 0.9 | 1.0 | 1.1 | 1.3 | 0.6 | 0.2 | 0.3 | 0.8 | 2.1 | 1.7 | 1.0 | 11.9  |
| Nº de días de precipitación ≥ 30 mm                                                                 | 0.0 | 0.0 | 0.0 | 0.0 | 0.0 | 0.0 | 0.0 | 0.0 | 0.1 | 0.2 | 0.1 | 0.0 | 0.6   |
| Nº de días de tormenta                                                                              | 0.0 | 0.2 | 0.5 | 1.2 | 2.4 | 2.0 | 1.8 | 1.4 | 1.4 | 0.9 | 0.1 | 0.0 | 11.9  |
| Nº de días de granizo                                                                               | 0.0 | 0.1 | 0.1 | 0.2 | 0.1 | 0.0 | 0.1 | 0.1 | 0.1 | 0.0 | 0.0 | 0.0 | 0.8   |

| Observatorio del Aeropuerto de Madrid-Cuatro Vientos ( 690 m s. n. m. ) (Periodo de referencia: 1991-2020) |     |     |     |     |     |     |     |     |     |     |     |     |       |
| Variable                                                                                                   | Ene | Feb | Mar | Abr | May | Jun | Jul | Ago | Sep | Oct | Nov | Dic | Anual |
| Nº de días de precipitación ≥ 0.1 mm                                                                       | 8.5 | 7.0 | 7.8 | 9.5 | 8.9 | 4.2 | 2.0 | 2.3 | 5.0 | 9.4 | 9.2 | 9.1 | 83    |
| Nº de días de precipitación ≥ 10 mm                                                                        | 1.0 | 1.0 | 1.2 | 1.5 | 1.4 | 0.4 | 0.3 | 0.4 | 0.7 | 2.4 | 1.7 | 1.5 | 13.4  |
| Nº de días de precipitación ≥ 30 mm                                                                        | 0.0 | 0.0 | 0.0 | 0.0 | 0.1 | 0.0 | 0.0 | 0.0 | 0.1 | 0.2 | 0.2 | 0.0 | 0.8   |
| Nº de días de tormenta                                                                                     | 0.0 | 0.1 | 0.3 | 1.4 | 3.1 | 2.2 | 2.1 | 1.9 | 1.7 | 1.0 | 0.1 | 0.0 | 14.1  |
| Nº de días de granizo                                                                                      | 0.0 | 0.2 | 0.1 | 0.6 | 0.4 | 0.2 | 0.1 | 0.1 | 0.1 | 0.0 | 0.0 | 0.0 | 1.9   |

### Sol y nubosidad
Primero conviene diferenciar entre las horas de luz y las horas de sol. El concepto horas de luz, se refiere al tiempo que transcurre desde que sale el sol hasta que se pone, lo cual depende de la latitud y de la época del año. El concepto horas de sol se refiere al tiempo en el que hay una incidencia directa de los rayos solares, que depende tanto de la nubosidad como de las horas de luz. Madrid cuenta con una media anual de alrededor de 8 horas de sol al día. El mes con menos horas de sol en Madrid es diciembre, dándose una media de alrededor de 4 horas y media diarias y coincidiendo con la época del año con menos luz diurna. En cambio, a pesar de ser junio el mes con más horas de luz, debido a que en este mes se da una mayor nubosidad que en julio y agosto, julio es el mes con más horas de sol, con una media aproximada de 12 horas diarias, seguido de agosto y después junio. Con respecto a las horas de luz, y teniendo en cuenta únicamente la latitud de Madrid de algo más de 40 grados, la ciudad cuenta con un máximo de 15 horas y 4 minutos de luz en el día más largo (en el solsticio de verano, que se da a finales de junio) y un mínimo de 9 horas y 17 minutos en el día más corto (en el solsticio de invierno, que se da a finales de diciembre). Por otra parte, la inclinación del sol en el mediodía (en su punto más alto) alcanza su máximo en junio, con aproximadamente 73 grados, y su mínimo en diciembre, con unos 26 grados.
| Parámetros climáticos promedio de Observatorio de Aeropuerto de Madrid-Barajas (609 m s. n. m.) (Periodo de referencia: 1991-2020) | Parámetros climáticos promedio de Observatorio de Aeropuerto de Madrid-Barajas (609 m s. n. m.) (Periodo de referencia: 1991-2020) | Parámetros climáticos promedio de Observatorio de Aeropuerto de Madrid-Barajas (609 m s. n. m.) (Periodo de referencia: 1991-2020) | Parámetros climáticos promedio de Observatorio de Aeropuerto de Madrid-Barajas (609 m s. n. m.) (Periodo de referencia: 1991-2020) | Parámetros climáticos promedio de Observatorio de Aeropuerto de Madrid-Barajas (609 m s. n. m.) (Periodo de referencia: 1991-2020) | Parámetros climáticos promedio de Observatorio de Aeropuerto de Madrid-Barajas (609 m s. n. m.) (Periodo de referencia: 1991-2020) | Parámetros climáticos promedio de Observatorio de Aeropuerto de Madrid-Barajas (609 m s. n. m.) (Periodo de referencia: 1991-2020) | Parámetros climáticos promedio de Observatorio de Aeropuerto de Madrid-Barajas (609 m s. n. m.) (Periodo de referencia: 1991-2020) | Parámetros climáticos promedio de Observatorio de Aeropuerto de Madrid-Barajas (609 m s. n. m.) (Periodo de referencia: 1991-2020) | Parámetros climáticos promedio de Observatorio de Aeropuerto de Madrid-Barajas (609 m s. n. m.) (Periodo de referencia: 1991-2020) | Parámetros climáticos promedio de Observatorio de Aeropuerto de Madrid-Barajas (609 m s. n. m.) (Periodo de referencia: 1991-2020) | Parámetros climáticos promedio de Observatorio de Aeropuerto de Madrid-Barajas (609 m s. n. m.) (Periodo de referencia: 1991-2020) | Parámetros climáticos promedio de Observatorio de Aeropuerto de Madrid-Barajas (609 m s. n. m.) (Periodo de referencia: 1991-2020) | Parámetros climáticos promedio de Observatorio de Aeropuerto de Madrid-Barajas (609 m s. n. m.) (Periodo de referencia: 1991-2020) |
| Mes | Ene. | Feb. | Mar. | Abr. | May. | Jun. | Jul. | Ago. | Sep. | Oct. | Nov. | Dic. | Anual |
| --- | --- | --- | --- | --- | --- | --- | --- | --- | --- | --- | --- | --- | --- |
| Horas de sol | 152 | 175 | 223 | 234 | 273 | 324 | 372 | 341 | 264 | 205 | 153 | 136 | 2849 |
| Fuente: Agencia Estatal de Meteorología                                                                                            | | | | | | | | | | | | | |

| Parámetros climáticos promedio de Observatorio de Aeropuerto de Madrid-Cuatro Vientos (690 m s. n. m.) (Periodo de referencia: 1991-2020) | Parámetros climáticos promedio de Observatorio de Aeropuerto de Madrid-Cuatro Vientos (690 m s. n. m.) (Periodo de referencia: 1991-2020) | Parámetros climáticos promedio de Observatorio de Aeropuerto de Madrid-Cuatro Vientos (690 m s. n. m.) (Periodo de referencia: 1991-2020) | Parámetros climáticos promedio de Observatorio de Aeropuerto de Madrid-Cuatro Vientos (690 m s. n. m.) (Periodo de referencia: 1991-2020) | Parámetros climáticos promedio de Observatorio de Aeropuerto de Madrid-Cuatro Vientos (690 m s. n. m.) (Periodo de referencia: 1991-2020) | Parámetros climáticos promedio de Observatorio de Aeropuerto de Madrid-Cuatro Vientos (690 m s. n. m.) (Periodo de referencia: 1991-2020) | Parámetros climáticos promedio de Observatorio de Aeropuerto de Madrid-Cuatro Vientos (690 m s. n. m.) (Periodo de referencia: 1991-2020) | Parámetros climáticos promedio de Observatorio de Aeropuerto de Madrid-Cuatro Vientos (690 m s. n. m.) (Periodo de referencia: 1991-2020) | Parámetros climáticos promedio de Observatorio de Aeropuerto de Madrid-Cuatro Vientos (690 m s. n. m.) (Periodo de referencia: 1991-2020) | Parámetros climáticos promedio de Observatorio de Aeropuerto de Madrid-Cuatro Vientos (690 m s. n. m.) (Periodo de referencia: 1991-2020) | Parámetros climáticos promedio de Observatorio de Aeropuerto de Madrid-Cuatro Vientos (690 m s. n. m.) (Periodo de referencia: 1991-2020) | Parámetros climáticos promedio de Observatorio de Aeropuerto de Madrid-Cuatro Vientos (690 m s. n. m.) (Periodo de referencia: 1991-2020) | Parámetros climáticos promedio de Observatorio de Aeropuerto de Madrid-Cuatro Vientos (690 m s. n. m.) (Periodo de referencia: 1991-2020) | Parámetros climáticos promedio de Observatorio de Aeropuerto de Madrid-Cuatro Vientos (690 m s. n. m.) (Periodo de referencia: 1991-2020) |
| Mes | Ene. | Feb. | Mar. | Abr. | May. | Jun. | Jul. | Ago. | Sep. | Oct. | Nov. | Dic. | Anual |
| --- | --- | --- | --- | --- | --- | --- | --- | --- | --- | --- | --- | --- | --- |
| Horas de sol | 161 | 184 | 220 | 246 | 294 | 333 | 372 | 344 | 258 | 208 | 165 | 146 | 2922 |
| Fuente: Agencia Estatal de Meteorología                                                                                                   | | | | | | | | | | | | | |

| Observatorio del Aeropuerto de Madrid-Barajas ( 609 m s. n. m. ) (Periodo de referencia: 1991-2020) |      |      |      |      |      |      |      |      |      |      |      |      |       |
| Variable                                                                                            | Ene  | Feb  | Mar  | Abr  | May  | Jun  | Jul  | Ago  | Sep  | Oct  | Nov  | Dic  | Anual |
| Horas de sol al día                                                                                 | 4.9  | 6.2  | 7.2  | 7.8  | 8.8  | 10.8 | 12.0 | 11.0 | 8.8  | 6.6  | 5.1  | 4.4  | 7.8   |
| Nº de días despejados                                                                               | 7.8  | 7.3  | 7.6  | 5.7  | 6.2  | 10.4 | 16.9 | 14.6 | 9.2  | 7.1  | 6.4  | 6.9  | 106.1 |
| Nº de días nubosos                                                                                  | 14.6 | 15.2 | 17.4 | 17.8 | 19.1 | 17.3 | 13.7 | 15.8 | 18.1 | 16.7 | 16.0 | 15.2 | 196.9 |
| Nº de días cubiertos                                                                                | 8.5  | 5.8  | 6.1  | 6.5  | 5.6  | 2.3  | 0.4  | 0.6  | 2.7  | 7.2  | 7.6  | 8.9  | 62.1  |
| Nº de días de niebla                                                                                | 3.7  | 1.5  | 0.5  | 0.5  | 0.4  | 0.1  | 0.0  | 0.0  | 0.4  | 1.0  | 2.4  | 5.1  | 15.6  |

| Observatorio del Aeropuerto de Madrid-Cuatro Vientos ( 690 m s. n. m. ) (Periodo de referencia: 1991-2020) |      |      |      |      |      |      |      |      |      |      |      |      |       |
| Variable                                                                                                   | Ene  | Feb  | Mar  | Abr  | May  | Jun  | Jul  | Ago  | Sep  | Oct  | Nov  | Dic  | Anual |
| Horas de sol al día                                                                                        | 5.2  | 6.5  | 7.1  | 8.2  | 9.5  | 11.1 | 12.0 | 11.1 | 8.6  | 6.7  | 5.5  | 4.7  | 8.0   |
| Nº de días despejados                                                                                      | 7.5  | 6.5  | 7.2  | 5.8  | 5.4  | 10.0 | 17.4 | 13.5 | 8.0  | 6.7  | 6.4  | 6.5  | 101.3 |
| Nº de días nubosos                                                                                         | 15.1 | 15.3 | 16.9 | 17.5 | 19.3 | 17.6 | 13.0 | 16.5 | 18.5 | 16.7 | 15.5 | 15.3 | 197.1 |
| Nº de días cubiertos                                                                                       | 8.4  | 6.4  | 6.9  | 6.7  | 6.3  | 2.4  | 0.6  | 1.0  | 3.5  | 7.5  | 8.1  | 9.1  | 66.6  |
| Nº de días de niebla                                                                                       | 5.4  | 2.3  | 0.7  | 0.4  | 0.1  | 0.0  | 0.0  | 0.0  | 0.2  | 1.2  | 3.1  | 5.3  | 18.7  |

| Observatorio del Parque del Retiro de Madrid ( 667 m s. n. m. ) (Periodo de referencia: 1991-2020) |      |      |      |      |      |      |      |      |      |      |      |      |       |
| Variable                                                                                           | Ene  | Feb  | Mar  | Abr  | May  | Jun  | Jul  | Ago  | Sep  | Oct  | Nov  | Dic  | Anual |
| Nº de días despejados                                                                              | 7.4  | 8.0  | 7.1  | 6.0  | 6.0  | 10.9 | 17.5 | 14.1 | 8.8  | 7.3  | 7.2  | 7.5  | 107.5 |
| Nº de días nubosos                                                                                 | 14.7 | 14.3 | 17.5 | 16.9 | 18.8 | 16.5 | 13.0 | 16.0 | 18.4 | 16.5 | 15.1 | 14.2 | 191.6 |
| Nº de días cubiertos                                                                               | 8.7  | 6.1  | 6.4  | 7.0  | 6.1  | 2.6  | 0.5  | 1.0  | 2.8  | 7.1  | 7.6  | 9.0  | 65.6  |
| Nº de días de niebla                                                                               | 2    | 0.8  | 0.2  | 0.0  | 0.1  | 0.0  | 0.0  | 0.0  | 0.1  | 0.4  | 0.9  | 2.7  | 7.1   |

| Media mensual de horas diarias de luz en Madrid |      |      |      |      |      |      |      |      |      |     |     |
| Ene                                             | Feb  | Mar  | Abr  | May  | Jun  | Jul  | Ago  | Sep  | Oct  | Nov | Dic |
| 9.7                                             | 10.7 | 12.0 | 13.3 | 14.5 | 15.0 | 14.7 | 13.7 | 12.4 | 11.1 | 9.9 | 9.3 |

### Humedad relativa
Madrid posee en general un clima moderadamente seco en cuanto a humedad, con una media de entre el 55 y el 58 %, como consecuencia de la gran distancia al mar. Así, Madrid se puede considerar como la capital provincial o autonómica más seca de toda España en cuanto a humedad relativa media, tan solo igualada por Granada y seguida muy de cerca por Murcia. Sin embargo, la humedad varía mucho a lo largo del año acorde con las temperaturas y las precipitaciones, es decir, las épocas frías (y lluviosas) resultan húmedas mientras que las épocas cálidas (y áridas) resultan muy secas. En concreto, la humedad media se sitúa entre el 75 y el 76 % en diciembre, en contraposición con el mes de julio que registra una humedad media de entre el 32 y el 39 %.
| Parámetros climáticos promedio de Observatorio del Parque del Retiro de Madrid (667 m s. n. m.) (Periodo de referencia: 1991-2020) | Parámetros climáticos promedio de Observatorio del Parque del Retiro de Madrid (667 m s. n. m.) (Periodo de referencia: 1991-2020) | Parámetros climáticos promedio de Observatorio del Parque del Retiro de Madrid (667 m s. n. m.) (Periodo de referencia: 1991-2020) | Parámetros climáticos promedio de Observatorio del Parque del Retiro de Madrid (667 m s. n. m.) (Periodo de referencia: 1991-2020) | Parámetros climáticos promedio de Observatorio del Parque del Retiro de Madrid (667 m s. n. m.) (Periodo de referencia: 1991-2020) | Parámetros climáticos promedio de Observatorio del Parque del Retiro de Madrid (667 m s. n. m.) (Periodo de referencia: 1991-2020) | Parámetros climáticos promedio de Observatorio del Parque del Retiro de Madrid (667 m s. n. m.) (Periodo de referencia: 1991-2020) | Parámetros climáticos promedio de Observatorio del Parque del Retiro de Madrid (667 m s. n. m.) (Periodo de referencia: 1991-2020) | Parámetros climáticos promedio de Observatorio del Parque del Retiro de Madrid (667 m s. n. m.) (Periodo de referencia: 1991-2020) | Parámetros climáticos promedio de Observatorio del Parque del Retiro de Madrid (667 m s. n. m.) (Periodo de referencia: 1991-2020) | Parámetros climáticos promedio de Observatorio del Parque del Retiro de Madrid (667 m s. n. m.) (Periodo de referencia: 1991-2020) | Parámetros climáticos promedio de Observatorio del Parque del Retiro de Madrid (667 m s. n. m.) (Periodo de referencia: 1991-2020) | Parámetros climáticos promedio de Observatorio del Parque del Retiro de Madrid (667 m s. n. m.) (Periodo de referencia: 1991-2020) | Parámetros climáticos promedio de Observatorio del Parque del Retiro de Madrid (667 m s. n. m.) (Periodo de referencia: 1991-2020) |
| Mes | Ene. | Feb. | Mar. | Abr. | May. | Jun. | Jul. | Ago. | Sep. | Oct. | Nov. | Dic. | Anual |
| --- | --- | --- | --- | --- | --- | --- | --- | --- | --- | --- | --- | --- | --- |
| Humedad relativa (%) | 72 | 64 | 57 | 56 | 54 | 45 | 39 | 42 | 51 | 66 | 72 | 75 | 58 |
| Fuente: Agencia Estatal de Meteorología                                                                                            | | | | | | | | | | | | | |

| Parámetros climáticos promedio de Observatorio de Aeropuerto de Madrid-Barajas (609 m s. n. m.) (Periodo de referencia: 1991-2020) | Parámetros climáticos promedio de Observatorio de Aeropuerto de Madrid-Barajas (609 m s. n. m.) (Periodo de referencia: 1991-2020) | Parámetros climáticos promedio de Observatorio de Aeropuerto de Madrid-Barajas (609 m s. n. m.) (Periodo de referencia: 1991-2020) | Parámetros climáticos promedio de Observatorio de Aeropuerto de Madrid-Barajas (609 m s. n. m.) (Periodo de referencia: 1991-2020) | Parámetros climáticos promedio de Observatorio de Aeropuerto de Madrid-Barajas (609 m s. n. m.) (Periodo de referencia: 1991-2020) | Parámetros climáticos promedio de Observatorio de Aeropuerto de Madrid-Barajas (609 m s. n. m.) (Periodo de referencia: 1991-2020) | Parámetros climáticos promedio de Observatorio de Aeropuerto de Madrid-Barajas (609 m s. n. m.) (Periodo de referencia: 1991-2020) | Parámetros climáticos promedio de Observatorio de Aeropuerto de Madrid-Barajas (609 m s. n. m.) (Periodo de referencia: 1991-2020) | Parámetros climáticos promedio de Observatorio de Aeropuerto de Madrid-Barajas (609 m s. n. m.) (Periodo de referencia: 1991-2020) | Parámetros climáticos promedio de Observatorio de Aeropuerto de Madrid-Barajas (609 m s. n. m.) (Periodo de referencia: 1991-2020) | Parámetros climáticos promedio de Observatorio de Aeropuerto de Madrid-Barajas (609 m s. n. m.) (Periodo de referencia: 1991-2020) | Parámetros climáticos promedio de Observatorio de Aeropuerto de Madrid-Barajas (609 m s. n. m.) (Periodo de referencia: 1991-2020) | Parámetros climáticos promedio de Observatorio de Aeropuerto de Madrid-Barajas (609 m s. n. m.) (Periodo de referencia: 1991-2020) | Parámetros climáticos promedio de Observatorio de Aeropuerto de Madrid-Barajas (609 m s. n. m.) (Periodo de referencia: 1991-2020) |
| Mes | Ene. | Feb. | Mar. | Abr. | May. | Jun. | Jul. | Ago. | Sep. | Oct. | Nov. | Dic. | Anual |
| --- | --- | --- | --- | --- | --- | --- | --- | --- | --- | --- | --- | --- | --- |
| Humedad relativa (%) | 73 | 65 | 58 | 55 | 50 | 39 | 32 | 34 | 45 | 62 | 71 | 76 | 55 |
| Fuente: Agencia Estatal de Meteorología                                                                                            | | | | | | | | | | | | | |

| Parámetros climáticos promedio de Observatorio de Aeropuerto de Madrid-Cuatro Vientos (690 m s. n. m.) (Periodo de referencia: 1991-2020) | Parámetros climáticos promedio de Observatorio de Aeropuerto de Madrid-Cuatro Vientos (690 m s. n. m.) (Periodo de referencia: 1991-2020) | Parámetros climáticos promedio de Observatorio de Aeropuerto de Madrid-Cuatro Vientos (690 m s. n. m.) (Periodo de referencia: 1991-2020) | Parámetros climáticos promedio de Observatorio de Aeropuerto de Madrid-Cuatro Vientos (690 m s. n. m.) (Periodo de referencia: 1991-2020) | Parámetros climáticos promedio de Observatorio de Aeropuerto de Madrid-Cuatro Vientos (690 m s. n. m.) (Periodo de referencia: 1991-2020) | Parámetros climáticos promedio de Observatorio de Aeropuerto de Madrid-Cuatro Vientos (690 m s. n. m.) (Periodo de referencia: 1991-2020) | Parámetros climáticos promedio de Observatorio de Aeropuerto de Madrid-Cuatro Vientos (690 m s. n. m.) (Periodo de referencia: 1991-2020) | Parámetros climáticos promedio de Observatorio de Aeropuerto de Madrid-Cuatro Vientos (690 m s. n. m.) (Periodo de referencia: 1991-2020) | Parámetros climáticos promedio de Observatorio de Aeropuerto de Madrid-Cuatro Vientos (690 m s. n. m.) (Periodo de referencia: 1991-2020) | Parámetros climáticos promedio de Observatorio de Aeropuerto de Madrid-Cuatro Vientos (690 m s. n. m.) (Periodo de referencia: 1991-2020) | Parámetros climáticos promedio de Observatorio de Aeropuerto de Madrid-Cuatro Vientos (690 m s. n. m.) (Periodo de referencia: 1991-2020) | Parámetros climáticos promedio de Observatorio de Aeropuerto de Madrid-Cuatro Vientos (690 m s. n. m.) (Periodo de referencia: 1991-2020) | Parámetros climáticos promedio de Observatorio de Aeropuerto de Madrid-Cuatro Vientos (690 m s. n. m.) (Periodo de referencia: 1991-2020) | Parámetros climáticos promedio de Observatorio de Aeropuerto de Madrid-Cuatro Vientos (690 m s. n. m.) (Periodo de referencia: 1991-2020) |
| Mes | Ene. | Feb. | Mar. | Abr. | May. | Jun. | Jul. | Ago. | Sep. | Oct. | Nov. | Dic. | Anual |
| --- | --- | --- | --- | --- | --- | --- | --- | --- | --- | --- | --- | --- | --- |
| Humedad relativa (%) | 74 | 65 | 58 | 56 | 51 | 41 | 35 | 38 | 49 | 65 | 73 | 76 | 57 |
| Fuente: Agencia Estatal de Meteorología                                                                                                   | | | | | | | | | | | | | |

### Viento
La velocidad media del viento en Madrid se sitúa aproximadamente entre 7 y 11 km/h. La época más ventosa se da especialmente en primavera y en menor medida en la primera mitad del verano (de febrero a agosto), siendo abril el mes más ventoso, mientras que la época menos ventosa se da en otoño y en la primera mitad del invierno, especialmente entre octubre y enero, siendo el mes de diciembre el menos ventoso.
| Observatorio del Parque del Retiro de Madrid ( 667 m s. n. m. ) (Periodo de referencia: 1991-2020) |     |     |     |     |     |     |     |     |     |     |     |     |       |
| Variable                                                                                           | Ene | Feb | Mar | Abr | May | Jun | Jul | Ago | Sep | Oct | Nov | Dic | Anual |
| Velocidad media del viento (km/h)                                                                  | 6.5 | 7.3 | 8.1 | 8.3 | 8.1 | 8.1 | 8.0 | 7.6 | 7.1 | 6.4 | 6.4 | 5.8 | 7.3   |

| Observatorio del Aeropuerto de Madrid-Barajas ( 609 m s. n. m. ) (Periodo de referencia: 1991-2020) |     |      |      |      |      |      |      |      |      |      |     |     |       |
| Variable                                                                                            | Ene | Feb  | Mar  | Abr  | May  | Jun  | Jul  | Ago  | Sep  | Oct  | Nov | Dic | Anual |
| Velocidad media del viento (km/h)                                                                   | 9.8 | 11.1 | 11.8 | 12.8 | 12.0 | 11.9 | 11.8 | 11.5 | 10.6 | 10.0 | 9.9 | 8.8 | 11.1  |

| Observatorio del Aeropuerto de Madrid-Cuatro Vientos ( 690 m s. n. m. ) (Periodo de referencia: 1991-2020) |     |      |      |      |      |      |      |      |     |     |     |     |       |
| Variable                                                                                                   | Ene | Feb  | Mar  | Abr  | May  | Jun  | Jul  | Ago  | Sep | Oct | Nov | Dic | Anual |
| Velocidad media del viento (km/h)                                                                          | 9.4 | 10.0 | 11.5 | 12.1 | 11.5 | 11.7 | 11.7 | 10.8 | 9.7 | 8.8 | 8.9 | 8.3 | 10.4  |

## Valores climáticos medios en el municipio de Madrid en el periodo 1971-2000

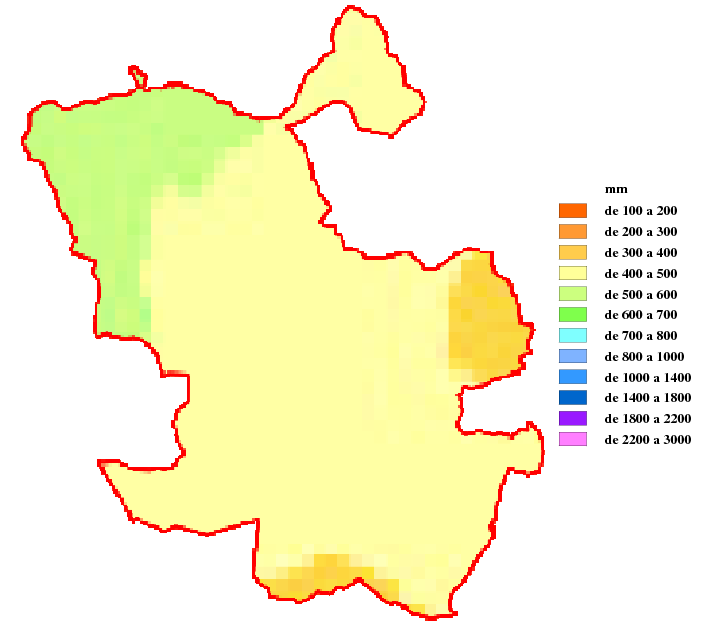
Mapa de precipitación media anual en el periodo 1971-2000 en el municipio de Madrid. Fuente: AEMET.

A continuación se muestra una tabla con algunos de los valores climáticos promedio en el municipio de Madrid y en el periodo 1971-2000. Estos datos corresponden con el visor de atlas climático que ofrece la AEMET.
| Parámetros climáticos promedio de municipio de Madrid (Periodo de referencia: 1971-2000) | Parámetros climáticos promedio de municipio de Madrid (Periodo de referencia: 1971-2000) | Parámetros climáticos promedio de municipio de Madrid (Periodo de referencia: 1971-2000) | Parámetros climáticos promedio de municipio de Madrid (Periodo de referencia: 1971-2000) | Parámetros climáticos promedio de municipio de Madrid (Periodo de referencia: 1971-2000) | Parámetros climáticos promedio de municipio de Madrid (Periodo de referencia: 1971-2000) | Parámetros climáticos promedio de municipio de Madrid (Periodo de referencia: 1971-2000) | Parámetros climáticos promedio de municipio de Madrid (Periodo de referencia: 1971-2000) | Parámetros climáticos promedio de municipio de Madrid (Periodo de referencia: 1971-2000) | Parámetros climáticos promedio de municipio de Madrid (Periodo de referencia: 1971-2000) | Parámetros climáticos promedio de municipio de Madrid (Periodo de referencia: 1971-2000) | Parámetros climáticos promedio de municipio de Madrid (Periodo de referencia: 1971-2000) | Parámetros climáticos promedio de municipio de Madrid (Periodo de referencia: 1971-2000) | Parámetros climáticos promedio de municipio de Madrid (Periodo de referencia: 1971-2000) |
| Mes                                                                                      | Ene.                                                                                     | Feb.                                                                                     | Mar.                                                                                     | Abr.                                                                                     | May.                                                                                     | Jun.                                                                                     | Jul.                                                                                     | Ago.                                                                                     | Sep.                                                                                     | Oct.                                                                                     | Nov.                                                                                     | Dic.                                                                                     | Anual                                                                                    |
| ---------------------------------------------------------------------------------------- | ---------------------------------------------------------------------------------------- | ---------------------------------------------------------------------------------------- | ---------------------------------------------------------------------------------------- | ---------------------------------------------------------------------------------------- | ---------------------------------------------------------------------------------------- | ---------------------------------------------------------------------------------------- | ---------------------------------------------------------------------------------------- | ---------------------------------------------------------------------------------------- | ---------------------------------------------------------------------------------------- | ---------------------------------------------------------------------------------------- | ---------------------------------------------------------------------------------------- | ---------------------------------------------------------------------------------------- | ---------------------------------------------------------------------------------------- |
| Temp. máx. media (°C)                                                                    | 10.2                                                                                     | 12.4                                                                                     | 16.0                                                                                     | 17.7                                                                                     | 21.8                                                                                     | 27.6                                                                                     | 32.3                                                                                     | 31.9                                                                                     | 27.1                                                                                     | 20.0                                                                                     | 14.1                                                                                     | 10.6                                                                                     | 20.1                                                                                     |
| Temp. media (°C)                                                                         | 5.4                                                                                      | 7.2                                                                                      | 9.9                                                                                      | 11.7                                                                                     | 15.6                                                                                     | 20.7                                                                                     | 24.5                                                                                     | 24.2                                                                                     | 20.1                                                                                     | 14.2                                                                                     | 9.1                                                                                      | 6.3                                                                                      | 14.1                                                                                     |
| Temp. mín. media (°C)                                                                    | 0.7                                                                                      | 2.0                                                                                      | 3.8                                                                                      | 5.7                                                                                      | 9.3                                                                                      | 13.7                                                                                     | 16.7                                                                                     | 16.5                                                                                     | 13.1                                                                                     | 8.5                                                                                      | 4.1                                                                                      | 2.1                                                                                      | 8.0                                                                                      |
| Precipitación total (mm)                                                                 | 40                                                                                       | 37                                                                                       | 25                                                                                       | 47                                                                                       | 51                                                                                       | 29                                                                                       | 14                                                                                       | 12                                                                                       | 28                                                                                       | 47                                                                                       | 56                                                                                       | 58                                                                                       | 450                                                                                      |
| Fuente: Agencia Estatal de Meteorología                                                  |                                                                                          |                                                                                          |                                                                                          |                                                                                          |                                                                                          |                                                                                          |                                                                                          |                                                                                          |                                                                                          |                                                                                          |                                                                                          |                                                                                          |                                                                                          |

Como puede verse en el siguiente mapa, la mayor parte del término municipal de Madrid recibe en promedio entre 400 y 500 mm anuales de precipitación (siempre en el periodo 1971-2000, siendo algo menor las precipitaciones en el periodo 1981-2010). Sin embargo, el Monte de El Pardo es la zona más lluviosa, superando en una amplia zona del mismo los 500 mm anuales, así como en buena parte de Aravaca. Por el contrario, la zona menos lluviosa es Barajas y especialmente el entorno del aeropuerto, con una pluviosidad anual inferior a los 400 mm. También se da una precipitación media anual por debajo de esta cifra en una pequeña franja en el sur del término municipal, principalmente al sur y sureste de Villaverde.

## Valores extremos
A continuación se muestran los valores climatológicos extremos registrados en las tres principales estaciones meteorológicas de la AEMET situadas dentro del municipio de Madrid: El observatorio del Parque del Retiro de Madrid, el del Aeropuerto de Madrid-Barajas y el del Aeropuerto de Madrid-Cuatro Vientos.
| Observatorio del Parque del Retiro de Madrid ( 667 m s. n. m. )                                                     |                     |                 |                |                |                |                |                |                |                |                |                |                |                |
| Variable | Anual               | Enero           | Febrero        | Marzo          | Abril          | Mayo           | Junio          | Julio          | Agosto         | Septiembre     | Octubre        | Noviembre      | Diciembre      |
| Temperatura máxima absoluta (°C)                                                                                    | 40.7 (14 ago 2021)  | 19.9 (27-2003)  | 22.0 (28-1960) | 26.7 (30-2015) | 30.9 (28-2023) | 35.5 (13-2015) | 40.7 (28-2019) | 40,7 (14-2022) | 40.7 (14-2021) | 38.9 (06-2016) | 30.1 (06-2023) | 22.7 (01-2009) | 18.6 (01-1979) |
| Temperatura mínima absoluta (°C)                                                                                    | -10.1 (16 ene 1945) | -10.1 (16-1945) | -9.1 (12-1956) | -5.1 (01-2005) | -1.6 (13-1986) | 0.6 (10-1951)  | 4.4 (03-1984)  | 8.5 (19-1932)  | 9.2 (30-1938)  | 4.0 (29-1927)  | -0.4 (08-1936) | -3.4 (22-1923) | -9.2 (26-1962) |
| Temperatura media mensual/anual más alta (°C)                                                                       | 16.7 (2017)         | 8.4 (2024)      | 10.9 (2020)    | 14.7 (1997)    | 17.3 (2023)    | 20.6 (2022)    | 27.1 (2025)    | 29.8 (2015)    | 28.5 (2024)    | 24.2 (1985)    | 18.7 (2017)    | 12.5 (2024)    | 9.8 (2015)     |
| Temperatura media mensual/anual más baja (°C)                                                                       | 12.6 (1925)         | 2.0 (1945)      | 1.9 (1956)     | 6.1 (1925)     | 8.8 (1986)     | 11.1 (1984)    | 17.4 (1992)    | 20.6 (1977)    | 21.4 (1977)    | 16.6 (1972)    | 11.2 (1993)    | 6.4 (1966)     | 2.6 (1933)     |
| Precipitación máxima en un día (mm)                                                                                 | 87.0 (21 sep 1972)  | 36.2 (18-1979)  | 42.2 (23-1956) | 51.7 (04-1947) | 46.0 (20-1943) | 44.2 (14-1954) | 40.4 (16-2021) | 51.0 (03-1947) | 53.2 (31-1947) | 87.0 (21-1972) | 67.7 (29-2021) | 59.8 (13-1963) | 41.5 (29-1971) |
| Precipitación mensual/anual más alta (mm)                                                                           | 746.4 (1963)        | 156.1 (1970)    | 128.7 (1947)   | 235.4 (2025)   | 138.1 (1943)   | 135.3 (2004)   | 91.9 (1922)    | 54.8 (1947)    | 73.8 (1959)    | 169.0 (1972)   | 192.4 (1993)   | 198.4 (1997)   | 180.5 (1958)   |
| Precipitación mensual/anual más baja (mm)                                                                           | 246.9 (1954)        | 0.0 (1983)      | Ip (2020)      | 0.0 (1997)     | 1.2 (1945)     | 0.1 (2019)     | Ip (1924)      | 0.0 (2011)     | 0.0 (2023)     | 0.0 (1988)     | Ip (1985)      | 0.2 (1948)     | 0.2 (1988)     |
| Racha máxima de viento (km/h)                                                                                       | 116 (13 mar 1951)   | 97 (20-1965)    | 91 (17-1957)   | 116 (13-1951)  | 94 (04-1985)   | 91 (01-1947)   | 102 (27-1963)  | 108 (21-1959)  | 103 (13-1973)  | 97 (10-1964)   | 85 (08-1964)   | 95 (30-1959)   | 106 (18-1945)  |
| Los valores están tomados a partir de 1920 para la temperatura y a partir de 1921 para la precipitación y el viento |                     |                 |                |                |                |                |                |                |                |                |                |                |                |

| Observatorio del Aeropuerto de Madrid-Barajas ( 609 m s. n. m. )                                                    |                     |                 |                 |                |                |                |                |                |                |                |                |                |                 |
| Variable | Anual               | Enero           | Febrero         | Marzo          | Abril          | Mayo           | Junio          | Julio          | Agosto         | Septiembre     | Octubre        | Noviembre      | Diciembre       |
| Temperatura máxima absoluta (°C)                                                                                    | 42.7 (14 ago 2021)  | 20.9 (27-2003)  | 24.5 (28-1960)  | 27.1 (31-2015) | 32.5 (28-2023) | 36.5 (13-2015) | 41.2 (28-2019) | 42.2 (14-2022) | 42.7 (14-2021) | 40.2 (08-1988) | 33.2 (08-2023) | 24.7 (01-2009) | 21.3 (01-1979)  |
| Temperatura mínima absoluta (°C)                                                                                    | -15.2 (16 ene 1945) | -15.2 (16-1945) | -14.8 (05-1963) | -6.6 (08-2005) | -4.0 (11-1973) | -0.5 (04-1991) | 3.9 (03-1975)  | 7.0 (03-1997)  | 7.4 (30-1977)  | 1.9 (29-1974)  | -2.4 (31-1974) | -7.4 (24-1988) | -10.5 (16-2001) |
| Temperatura media mensual/anual más alta (°C)                                                                       | 16.4 (2022)         | 8.2 (2016)      | 10.1 (1990)     | 12.8 (1997)    | 16.4 (2023)    | 19.8 (2022)    | 26.1 (2025)    | 28.9 (2022)    | 28.1 (2024)    | 23.5 (2018)    | 18.2 (2022)    | 12.3 (2006)    | 9.5 (1989)      |
| Temperatura media mensual/anual más baja (°C)                                                                       | 12.9 (1984)         | 1.2 (1945)      | 2.0 (1956)      | 6.2 (1971)     | 8.4 (1986)     | 10.7 (1984)    | 17.4 (1992)    | 21.0 (1977)    | 21.3 (1977)    | 16.7 (1969)    | 11.6 (1974)    | 6.4 (1966)     | 2.3 (2001)      |
| Precipitación máxima en un día (mm)                                                                                 | 73.8 (19 oct 2023)  | 32.9 (18-1979)  | 35.9 (23-1956)  | 42.9 (14-1972) | 39.9 (24-1962) | 45.7 (26-1962) | 38.9 (23-1956) | 44.8 (07-2017) | 67.0 (28-1952) | 63.6 (21-1972) | 73.8 (19-2023) | 73.4 (13-1963) | 41.1 (18-1958)  |
| Precipitación mensual/anual más alta (mm)                                                                           | 797.7 (1951)        | 159.5 (1970)    | 107.0 (1964)    | 182.6 (2025)   | 120.2 (1962)   | 115.3 (1959)   | 93.1 (1988)    | 71.9 (2017)    | 88.0 (1952)    | 151.3 (2023)   | 188.3 (1960)   | 172.0 (1963)   | 192.0 (1958)    |
| Precipitación mensual/anual más baja (mm)                                                                           | 213.5 (2012)        | 0.0 (2005)      | Ip (2000)       | 0.0 (1997)     | 1.7 (1970)     | Ip (2019)      | Ip (2012)      | 0.0 (2011)     | 0.0 (2023)     | 0.0 (1973)     | 0.0 (1985)     | 2.6 (1992)     | 0.1 (1988)      |
| Racha máxima de viento (km/h)                                                                                       | 147 (7 jul 2017)    | 96 (28-1951)    | 100 (28-1978)   | 104 (31-1992)  | 100 (04-1985)  | 95 (21-2022)   | 98 (26-1963)   | 147 (07-2017)  | 100 (30-2015)  | 91 (16-2015)   | 122 (27-1972)  | 103 (06-1997)  | 100 (27-1980)   |
| Los valores están tomados a partir de 1945 para la temperatura y a partir de 1951 para la precipitación y el viento |                     |                 |                 |                |                |                |                |                |                |                |                |                |                 |

| Observatorio del Aeropuerto de Madrid-Cuatro Vientos ( 690 m s. n. m. )                                          |                     |                 |                 |                |                |                |                |                |                |                |                |                |                 |
| Variable | Anual               | Enero           | Febrero         | Marzo          | Abril          | Mayo           | Junio          | Julio          | Agosto         | Septiembre     | Octubre        | Noviembre      | Diciembre       |
| Temperatura máxima absoluta (°C)                                                                                 | 42.2 (14 ago 2021)  | 20.6 (26-2024)  | 23.0 (28-1960)  | 27.0 (31-2015) | 31.8 (28-2023) | 36.1 (31-2025) | 40.5 (28-2019) | 41,5 (14-2022) | 42.2 (14-2021) | 39.5 (06-2016) | 32.2 (01-2023) | 24.2 (04-1970) | 19.6 (01-1983)  |
| Temperatura mínima absoluta (°C)                                                                                 | -13.0 (12 feb 2021) | -13.0 (12-2021) | -11.4 (05-1963) | -5.6 (01-1993) | -4.0 (13-1986) | -1.2 (04-1991) | 1.5 (09-1953)  | 5.0 (06-1953)  | 4.0 (22-1950)  | 2.0 (29-1953)  | -1.5 (31-1956) | -4.0 (23-1988) | -10.3 (26-1962) |
| Temperatura media mensual/anual más alta (°C)                                                                    | 17.0 (2022)         | 8.6 (2024)      | 11.0 (2020)     | 14.5 (1997)    | 17.3 (2023)    | 20.6 (1964)    | 26.8 (2025)    | 29.8 (2022)    | 28.7 (2024)    | 24.2 (1985)    | 19.0 (2017)    | 12.7 (2024)    | 9.6 (2015)      |
| Temperatura media mensual/anual más baja (°C)                                                                    | 12.6 (1956)         | 2.4 (1946)      | 1.5 (1956)      | 5.8 (1971)     | 8.5 (1986)     | 10.8 (1984)    | 17.4 (1992)    | 20.7 (1977)    | 20.9 (1977)    | 16.3 (1972)    | 11.1 (1993)    | 6.3 (1966)     | 2.6 (1970)      |
| Precipitación máxima en un día (mm)                                                                              | 91.2 (19 oct 2023)  | 39.5 (18-1979)  | 64.0 (23-1956)  | 54.5 (04-1947) | 66.8 (27-1969) | 44.8 (24-1993) | 79.4 (24-1995) | 44.0 (01-1979) | 61.7 (06-1959) | 57.0 (05-1949) | 91.2 (19-2023) | 48.2 (05-1997) | 51.8 (18-1958)  |
| Precipitación mensual/anual más alta (mm)                                                                        | 677.0 (1972)        | 160.0 (1970)    | 145.9 (1947)    | 179.0 (2025)   | 109.2 (1975)   | 145.4 (1971)   | 116.4 (1988)   | 67.4 (1987)    | 94.6 (1959)    | 145.8 (1949)   | 195.4 (1993)   | 199.8 (1997)   | 192.5 (1958)    |
| Precipitación mensual/anual más baja (mm)                                                                        | 194.4 (1954)        | 0.0 (1983)      | Ip (2020)       | 0.0 (1997)     | 1.1 (1970)     | Ip (2015)      | 0.0 (1986)     | 0.0 (2007)     | 0.0 (2014)     | 0.0 (1988)     | 0.0 (1954)     | 0.0 (1948)     | 0.3 (1988)      |
| Racha máxima de viento (km/h)                                                                                    | 124 (02 ago 1970)   | 101 (21-1965)   | 104 (13-1979)   | 95 (01-2018)   | 101 (18-1988)  | 93 (22-2009)   | 95 (24-2025)   | 105 (18-1988)  | 124 (02-1970)  | 97 (27-1961)   | 104 (09-1988)  | 97 (06-1997)   | 104 (02-1976)   |
| Los valores están tomados a partir de 1945 para la temperatura y precipitación y a partir de 1961 para el viento |                     |                 |                 |                |                |                |                |                |                |                |                |                |                 |

*El código Ip significa cantidad apreciable de precipitación menor que 0.1 mm.
De estas tres tablas podemos destacar la temperatura máxima absoluta de 42,7 °C registrada el 14 de agosto de 2021 en el observatorio del Aeropuerto de Madrid-Barajas, la temperatura mínima absoluta de -15,2 °C registrada el 16 de enero de 1945 en el observatorio del Aeropuerto de Madrid-Barajas, la precipitación máxima en un día de 87 mm el 21 de septiembre de 1972 en el observatorio del Parque del Retiro de Madrid, y la máxima racha de viento de 147 km/h registrada el 7 de julio de 2017 en el observatorio del Aeropuerto de Madrid-Barajas.
Con respecto a la temperatura máxima absoluta, la AEMET cuenta con un registro de 44,3 °C del 31 de julio del 1878 en el Observatorio Astronómico de Madrid, si bien este registro no se puede considerar del todo fiable ya que, por su antigüedad, los instrumentos de medición no se pueden homologar de acuerdo a los estándares de calidad actuales.